# Ekatarina Krasnova
Pour les articles homonymes, voir Krasnova.
Ekatarina Sergueïevna Krasnova (en russe : Екатерина Сергеевна Краснова), née le 31 janvier 1988 à Tcheboksary en Tchouvachie, est une lutteuse russe.

## Palmarès

### Championnats d'Europe
- Médaille de bronze  en catégorie des moins de 51 kg en 2013 à Tbilissi
- Médaille de bronze  en catégorie des moins de 51 kg en 2012
- Médaille de bronze  en catégorie des moins de 51 kg en 2011
- Médaille d'or  en catégorie des moins de 51 kg en 2009